# ویکفیلد (کانزاس)
ویکفیلد (به انگلیسی: Wakefield) شهری در ایالت کانزاس کشور ایالات متحده آمریکا است که جمعیت آن در سرشماری سال ۲۰۱۰ میلادی، ۹۸۰ نفر بوده‌است.